# Eure Yáñez
Eure Yáñez (ur. 20 maja 1993) – wenezuelski lekkoatleta, skoczek wzwyż.

## Osiągnięcia
| Rok  | Impreza                                     | Miejsce             | Pozycja           | Wynik |
| ---- | ------------------------------------------- | ------------------- | ----------------- | ----- |
| 2012 | Mistrzostwa ibero-amerykańskie              | Barquisimeto        | 9. miejsce        | 2,11  |
| 2012 | Mistrzostwa świata juniorów                 | Barcelona           | el. – 14. miejsce | 2,14  |
| 2012 | Młodzieżowe mistrzostwa Ameryki Południowej | São Paulo           | 4. miejsce        | 2,16  |
| 2013 | Mistrzostwa Ameryki Południowej             | Cartagena de Indias | 4. miejsce        | 2,19  |
| 2013 | Igrzyska boliwaryjskie                      | Trujillo            | 3. miejsce        | 2,16  |
| 2014 | Igrzyska Ameryki Południowej                | Santiago            | 1. miejsce        | 2,21  |
| 2014 | Młodzieżowe mistrzostwa Ameryki Południowej | Montevideo          | 2. miejsce        | 2,18  |
| 2014 | Igrzyska Ameryki Środkowej i Karaibów       | Xalapa              | 2. miejsce        | 2,24  |
| 2015 | Igrzyska panamerykańskie                    | Toronto             | 10. miejsce       | 2,15  |
| 2016 | Mistrzostwa ibero-amerykańskie              | Rio de Janeiro      | 1. miejsce        | 2,26  |
| 2017 | Mistrzostwa Ameryki Południowej             | Asunción            | 1. miejsce        | 2,31  |
| 2017 | Mistrzostwa świata                          | Londyn              | el. – 19. miejsce | 2,26  |

Złoty medalista mistrzostw kraju.

## Rekordy życiowe
- Skok wzwyż – 2,31 (23 czerwca 2017, Asunción); rekord Wenezueli